# ROKS Chung Nam (DE-73)
ROKS Chung Nam (DE-73) là tàu khu trục lớp Rudderow thuộc biên chế của Hải quân Hàn Quốc. Tên tàu có nguồn gốc theo Chungcheong Nam, là tỉnh ở phía tây Hàn Quốc. Tỉnh này được thành lập năm 1896 từ phần phía nam của tỉnh trước đây là Chungcheong, vẫn còn là một tỉnh của phân chia năm 1945, và trở thành một phần của Hàn Quốc. Tỉnh lỵ là Daejeon, được quản lý riêng biệt bởi một Quảng vực thị.
Tàu nguyên là USS Holt (DE-706) được đóng cho Hải quân Hoa Kỳ. Tên tàu lấy theo William Mack Holt. Holt được đóng bắt đầu vào 28 tháng 11 năm 1943 bởi công ty đóng tàu Defoe ở Bay City, Michigan, như một trong hàng loạt những người hộ tống của tàu khu trục lớp Buckley đã được đóng bởi Defoe. Sau khi hoàn thành 13 tàu, Defoe đã nhận được một sửa đổi hợp đồng để hoàn thành phần còn lại với súng nòng 5 inch, mà được biết đến như là lớp tàu khu trục "Rudderow". Ra mắt vào ngày 15 tháng 2 năm 1944, tàu  được đỡ đầu bởi bà Robert Holt, mẹ của Trung tá Holt. Tàu được nhập biên chế tại New Orleans, Louisiana vào ngày 9 tháng 6 năm 1944, với trung úy Victor Blue là thuyền trưởng đầu tiên.

## Phục vụ Hải quân Hàn Quốc
Không còn hoạt động vào ngày 2 tháng 7 năm 1946, Holt được chỉ định cho Tập đoàn San Diego, Hạm đội dự trữ Thái Bình Dương, cho đến tháng 12 năm 1962, khi tàu bắt đầu chuẩn bị chuyển giao cho nước ngoài. Cho mượn tới Hàn Quốc vào ngày 19 tháng 6 năm 1963 trong khuôn khổ Chương trình Hỗ trợ Quân sự, tàu đã phục vụ như là Chung Nam (D-73). Được Hàn Quốc mua hoàn toàn vào ngày 15 tháng 11 năm 1974, số thân tàu của Chung Nam đã được đổi thành DE-821 vào năm 1980. Tàu bị loại biên chế vào ngày 31 tháng 1 năm 1984.